# Engine Alliance GP7000

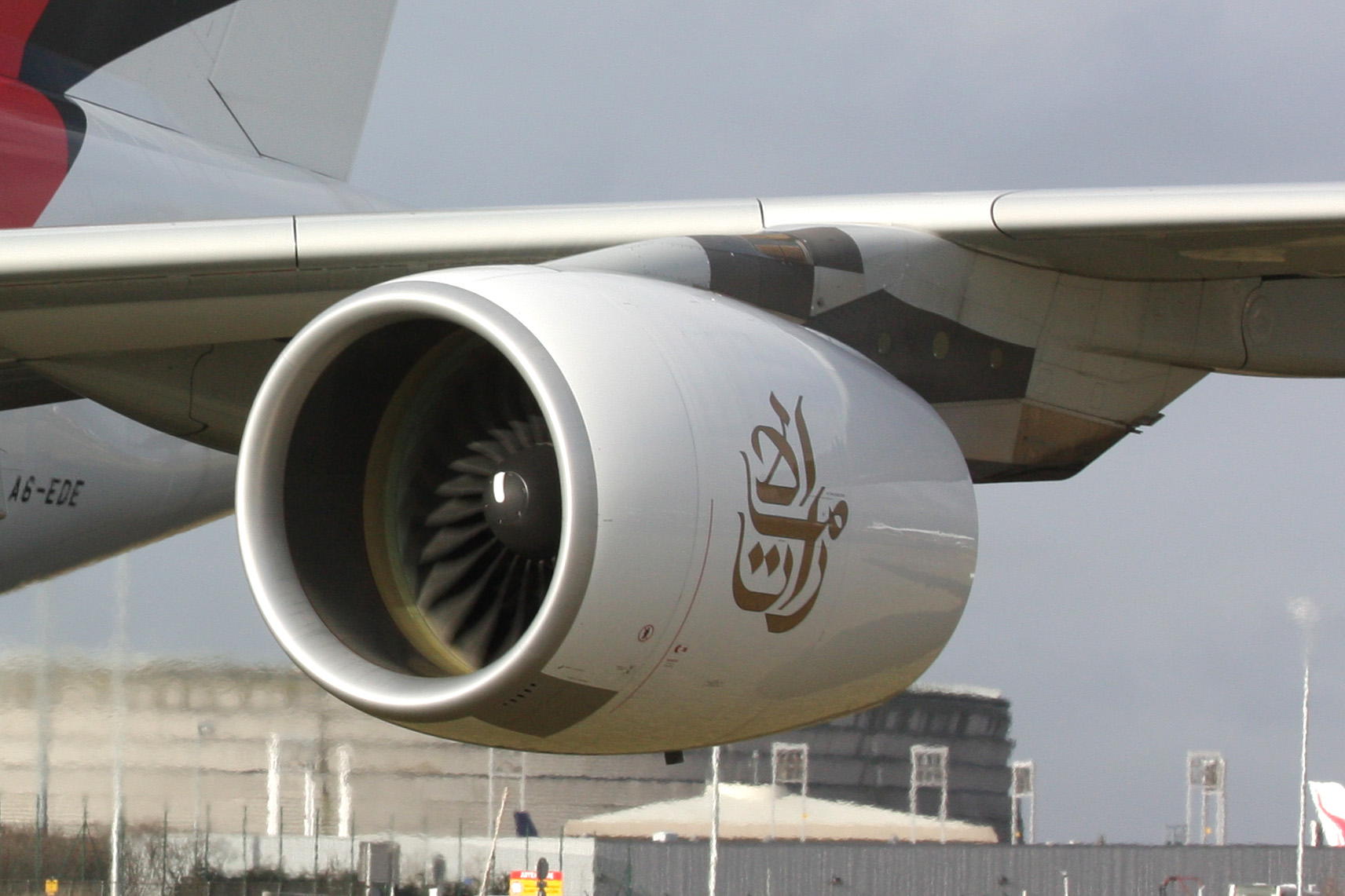
Un GP7270 instal·lat en un Airbus A380.

Engine Alliance GP7000 és un motor de reacció turboventilador que es troba actualment en servei en l'Airbus A380.

## Disseny i desenvolupament
Tot i que originalment va ser dissenyat per a Boeing Commercial Airplanes, quan es va cancel·lar aquest model pel 747X, el motor va ser posat a la disposició del superjumbo Airbus A380-800. Construït a partir del nucli del GE90 i conté un disseny de fan i un sistema de baixa pressió basat en els bàsics de Pratt & Whitney.
El seu competidor, el Rolls-Royce Trent 900 va ser nomenat com el motor capdavanter del llavors conegut com a A3XX en 1996 i va anar inicialment triat per la majoria de clients de l'A380. No obstant això el motor de GE/PW va incrementar la seva presència al mercat de motors de l'A380 fins al punt que al setembre de 2007 tenia signat el ser el motor del 47% de tota la flota de sujerjumbos. Aquesta disparitat de vendes es va deure a un únic contracte, amb una comanda per part d'Emirates de 55 aeronaus A380-800 amb motors GP7000, en suposar més d'una quarta part de vendes de l'A380 (al setembre de 2007). Emirates ha estat tradicionalment un client de Rolls-Royce. Els avions A380 motoritzats pel GP7000, es denominen A380-86X, sent el '"6" el nombre de model dels motors d'Engine Alliance.
Les proves en terra del motor van començar a l'abril de 2004 i el motor va ser arrencat per primera vegada en un A380 el 14 d'agost de 2006. La FAA americana va certificar el motor per a operacions comercials el 4 de gener de 2006. El 25 d'agost de 2006, un avió de prova A380-861 (MSN 009) va efectuar el primer vol en un A380 motoritzat per Engine Alliance. El vol va tenir com a origen i destinació Tolosa de Llenguadoc i va tenir una durada d'unes quatre hores. Les proves efectuades van ser les relatives al desenvolupament de potència del motor, a la velocitat de creuer, i l'atenció en terra. Un dia abans, el mateix avió va efectuar una prova d'enlairament frustrat amb els motors.
L'Engine Alliance ofereix el GP7200 per a les configuracions de passatgers i càrrega de l'Airbus A380. El GP7200 està en el rang d'embranzida de 37.000 kgf (363 kN). El motor és ofert en dos rangs apropiats a les diferents configuracions de l'A380 i els seus pesos d'enlairament: el GP7270 per a la variant de 560 tones, i el GP7277 per a la variant de càrrega de l'A380-800 de 590 tones.

## Aplicacions
- Airbus A380

## Especificacions (GP7270)
- Tipus: motor turboventilador d'alt índex de derivació.
- Longitud: 474 cm (186 polzades)
- Diàmetre: 316 cm (124 polzades), fan: 295 cm (116 polzades)
- Pes: 6.712 kg (14.798 lb)
- Compressor: titani, 24 àleps, ràtio de 8,7:1; cinc etapes de compressor axial de baixa pressió; nou etapes de compressor axial d'alta pressió
- Compressió: 43,9
- Combustió: carburador anul·lar simple de baixes emissions
- Turbina: turbina de dues etapes d'alta pressió; sis etapes de flux axial de baixa pressió
- Flux d'aire: 900 a 1.200 kg/seg (2.000 a 2.600 lb/seg)
- Embranzida: 36.980 kgf, 363 kN, 81.500 lbf
- Empeny/pes: 4,73